# Vranac
Vranac (serbski: вранац) lub wranec (macedoński: вранец) – ważny czerwony szczep winogron, uprawiany na Bałkanach. Prawdopodobnie pochodzi z Czarnogóry, gdzie jest też najważniejszą odmianą. Nazwa oznacza karego rumaka.

## Historia
Szczep był podobno znany na Bałkanach już w średniowieczu. Dzięki analizom DNA udało się ustalić pokrewieństwo z kilkoma innymi odmianami popularnymi w regionie: primitivo (tribidrag), plavac mali i plavina. Wszystkie z nich są potomkami tribidraga: plavac mali jest krzyżówką tribidraga z odmianą dobričić, plavina tribidraga z odmianą verdeca, a w przypadku vranaca drugi rodzic nie został ustalony i może być szczepem, który wymarł.

## Charakterystyka
Odmiana rośnie silnie i jest plenna. Dojrzewa średnio wcześnie. Wcześnie wypuszcza pąki, ale jest wrażliwa na mróz. Jagody mają cienką skórkę, a grona są zwarte. W badaniach z lat 2007–2009 uzyskano plon rzędu 1,72 kg na krzew, przy wysokiej zawartości substancji aromatycznych.

## Wina
Czerwone wina ze szczepu vranac mają ciemny, intensywny kolor, przez co odmiana jest popularną domieszką do win z bledszych odmian. Zawartość alkoholu jest wysoka, smak pełny, charakterystyczny taninowy. W bukiecie dominują czerwone i czarne owoce. Przy starannej produkcji wina są długowieczne i zyskują na charakterze. Vranac jest używany do produkcji m.in. popularnego macedońskiego wina kratošija. W porównawczych badaniach w Czarnogórze wina z doświadczalnych upraw vranaca zyskały wyższe noty niż te z primitivo i negroamaro.

## Rozpowszechnienie
Jest najważniejszą odmianą w Czarnogórze. Vranac jest często spotykany również w Macedonii Północnej (pod nazwą vranec), Serbii, Kosowie oraz w Bośni i Hercegowinie. Do Macedonii vranac został sprowadzony dopiero w 1950, a po pomyślnych próbach trafił do winnic produkcyjnych. W Chorwacji w 2008 r. było 390 ha winnic obsadzonych odmianą. Podejmuje się próby selekcji najlepiej dostosowanych klonów.